# Credo do Jornalista
O Credo do jornalista é uma afirmação pessoal de ética jornalística escrito por Walter Williams em 1914. O credo foi publicado em mais de 100 línguas, e uma placa de bronze com o Credo foi colocada no National Press Club em Washington, DC. Williams foi reitor fundador da Escola de Jornalismo de Missouri, a primeira do mundo.

## Credo do Jornalista
- Creio na profissão do jornalismo.
- Creio que o jornal público é um dever público; em que todos com ele relacionados, na medida plena das suas responsabilidades, são fiéis depositários da confiança do público; e que a aceitação de um serviço menor que o serviço público é uma traição deste dever.
- Creio que pensamento e expressão clara, exatidão e imparcialidade são fundamentais para o bom jornalismo.
- Creio que um jornalista deve escrever somente o que considera com convicção ser verdadeiro.
- Creio que a supressão das notícias, por qualquer outra razão que não o bem-estar da sociedade, é indefensável.
- Creio que ninguém deve escrever como jornalista o que não diria como cavalheiro; que a corrupção por suas próprias mãos deve ser tão evitada quanto a corrupção de outros; e que a responsabilidade individual não pode ser anulada ao seguir instruções de outros ou os seus dividendos.
- Creio que a publicidade, as notícias e os editoriais devem, da mesma forma, servir os melhores interesses dos leitores; que um alto padrão de honestidade e clareza deve ser aplicado na mesma medida em tudo; e que o teste supremo do bom jornalismo está na medida de seu serviço público.
- Creio que o jornalismo de maior êxito - e o que mais o merece - é aquele que teme a Deus e honra o Homem; que é decididamente independente, imudável pelo orgulho da opinião ou pela ganância do poder; que é construtivo e tolerante, mas nunca desatento; que é auto-controlado, paciente e sempre respeitoso com os seus leitores, mas nunca descuidado; que reage com rapidez contra as injustiças; que não é atingido pela atração do privilégio ou pelo clamor da multidão; que procura dar a cada homem a sua oportunidade, e na medida em que a lei, o seu salário e o reconhecimento de humanidade permitem, procura garantir uma oportunidade igual a todos; que é profundamente patriótico enquanto promove com sinceridade a boa vontade internacional e cimenta a solidariedade entre os países; e que é um jornalismo de humanidade, criado do e para o mundo de hoje.